# Patricio Rodríguez (Fußballspieler)
Patricio Julián Rodríguez (* 4. Mai 1990 in Quilmes), genannt Pato Rodríguez oder Patito Rodríguez, ist ein argentinischer Fußballspieler. Der Mittelfeldspieler stand zuletzt beim Moreirense FC unter Vertrag.

## Karriere
Rodríguez begann seine Karriere in der Jugend von CA Independiente und rückte dort 2008 in den Profikader auf. 2010 gewann er mit dem Verein die Copa Sudamericana. 2012 wechselte er zum FC Santos in die brasilianische Série A, mit dem er noch im selben Jahr die Recopa Sudamericana gewinnen konnte. In der Saison 2013/14 wurde er an Estudiantes de La Plata verliehen. Im März 2015 verlieh man ihn bis November 2015 nach Malaysia zum Johor Darul Ta’zim FC, mit dem er die malaysische Meisterschaft gewann. Nach seiner Rückkehr nach Santos gewann Rodríguez mit dem Verein die Staatsmeisterschaft von São Paulo.
Zur Spielzeit 2016/17 wechselte Rodríguez zum griechischen Erstligisten AEK Athen, bei dem er einen Zweijahresvertrag unterschrieb. Im Januar 2018 verpflichteten ihn die Newcastle United Jets bis Saisonende. Von August 2018 bis Juni 2019 spielte Rodríguez beim Moreirense FC.

## Erfolge
CA Independiente
- Copa-Sudamericana-Sieger: 2010

FC Santos
- Recopa-Sudamericana-Sieger: 2012
- Staatsmeister von São Paulo: 2016

Johor Darul Ta’zim FC
- Malaysischer Meister: 2015